# Paúl Carrasco
Paúl Ernesto Carrasco Carpio (Cuenca, 22 de marzo de 1971) es un político e ingeniero agropecuario ecuatoriano. Fue prefecto de la provincia del Azuay. Fue elegido consejero provincial en las elecciones del 2002 y prefecto por tres ocasiones consecutivas en las elecciones seccionales del 2004, 2009 y 2014.
El 05 de mayo de 2023 fue designado como Gobernador del Azuay.